# Melithaea virgata
Melithaea virgata is een zachte koraalsoort uit de familie Melithaeidae. De koraalsoort komt uit het geslacht Melithaea. Melithaea virgata werd in 1846 voor het eerst wetenschappelijk beschreven door Verrill. 